# Graham Sutton (artiste)
Pour les articles homonymes, voir Sutton et Oliver Graham Sutton.
Graham Sutton (né le 23 juin 1972) est un musicien, auteur-compositeur, compositeur et producteur de disques anglais basé dans le borough londonien de Hackney, au Royaume-Uni. Il est surtout connu en tant que leader et figure clé du groupe post-rock fondateur Bark Psychosis, ainsi que producteur pour des groupes de rock alternatif depuis la fin des années 1990.

## Biographie

### Musicien
Sutton a d'abord attiré l'attention en tant que figure principale du groupe Bark Psychosis dans lequel il jouait de la guitare, de l'échantillonneur et divers claviers, ainsi que de la voix principale si nécessaire. Fondé en 1986, Bark Psychosis a acquis une réputation grandissante dans les milieux du rock avant-gardiste, avec notamment le single de 21 minutes Scum en 1992 et l'album Hex en 1994, à la suite de quoi le groupe s'est scindé. Réuni secrètement en 1999, Bark Psychosis est officiellement revenu en 2004 en tant que projet solo de Sutton avec des collaborateurs plutôt qu'un groupe, publiant le nouvel album ///Codename: Dustsucker.
Sutton a dirigé le groupe de drum and bass Boymerang de la fin de 1994 à une date non précisée à la fin des années 1990. Travaillant initialement avec le claviériste de Bark Psychosis, Daniel Gish, Sutton a poursuivi Boymerang en tant que projet solo. Boymerang a sorti un album, Balance of the Force, en 1997 et plusieurs EP.

### Producteur
Sutton a produit des albums d'artistes tels que Jarvis Cocker, British Sea Power, These New Puritans, The Veils, Delays, Snowpony, Altocamet, Coldharbourstores, Pellumair et Anjali Bhatia (ex-Voodoo Queens), ainsi que des premiers enregistrements du groupe $urplu$ mettant en vedette David Callahan de Moonshake et The Wolfhounds).

### Ingénieur du son
Sutton a produit des mixages et des remixes pour des groupes tels que Metallica, Goldie, Brakes, Mansun, Stephen Simmonds, Mandalay, Ed Rush, Collapsed Lung, Thes Siniestros, Ultramarine et Wagon Christ.
Sutton est également en demande en tant que mixeur de son pour album live, notamment en collaboration avec A Place to Bury Strangers.